# François Joseph Heim

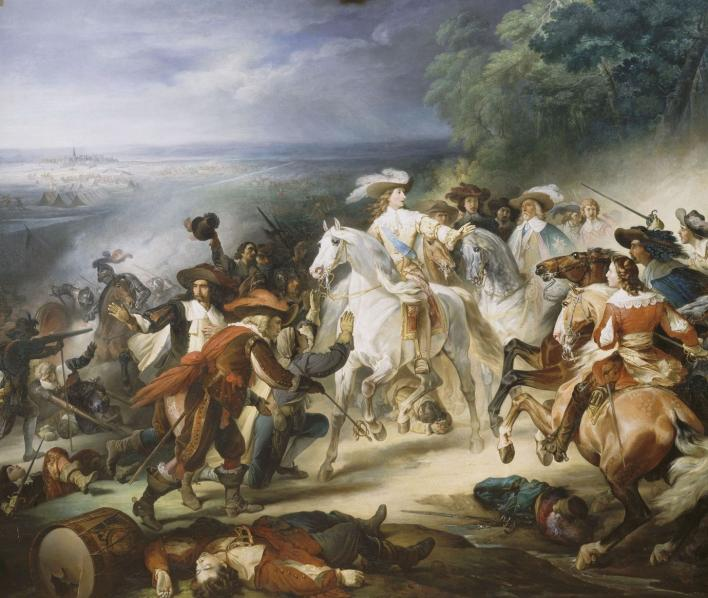
Bătălia de la Rocroi, 1834

François Joseph Heim (n. 16 decembrie 1787, Belfort, Franche-Comté⁠(d), Franța – d. 29 septembrie 1865, Quartier de la Monnaie⁠(d), Île-de-France, Franța) a fost un pictor francez cunoscut în special pentru picturile sale de istorie și pentru portrete.

## Biografie
S-a născut la Belfort. Tatăl său, Joseph Heim, a fost profesor de desen. Heim s-a remarcat devreme la École Centrale din Strasbourg, iar în 1803 a intrat în atelierul lui Vincent la Paris. A fost coleg de studii cu Horace Vernet. A câștigat locul al doilea la Prix de Rome din 1806. În 1807 a obținut premiul întâi, iar în 1812 a expus tabloul „Sosirea lui Iacov în Mesapotomia” (Bordeaux Musée des Beaux-Arts) la Salon, unde a obținut o medalie de aur clasa întâi. A primit din nou o medalie de aur în 1817, când a expus, împreună cu alte lucrări, un Sfântul Ioan, cumpărat de Vivant Denon. La Salonul din 1817 a prezentat tabloul Haina lui Iosif adusă de Iacov.
În 1819 au atras atenția Învierea lui Lazăr (Catedrala Autun), Martiriul Sfântului Cyr (Sfântul Gervais) și două scene din viața lui Vespasian (comandate de rege). În 1823, Refacerea mormintelor regale de la St Denis, Martiriul Sfântului Laurențiu (Nôtre Dame) și mai multe portrete în mărime naturală au sporit popularitatea pictorului; iar în 1824, când și-a expus marea sa pânză, Masacrul evreilor (Luvru), Heim a fost recompensat cu Legiunea de Onoare.

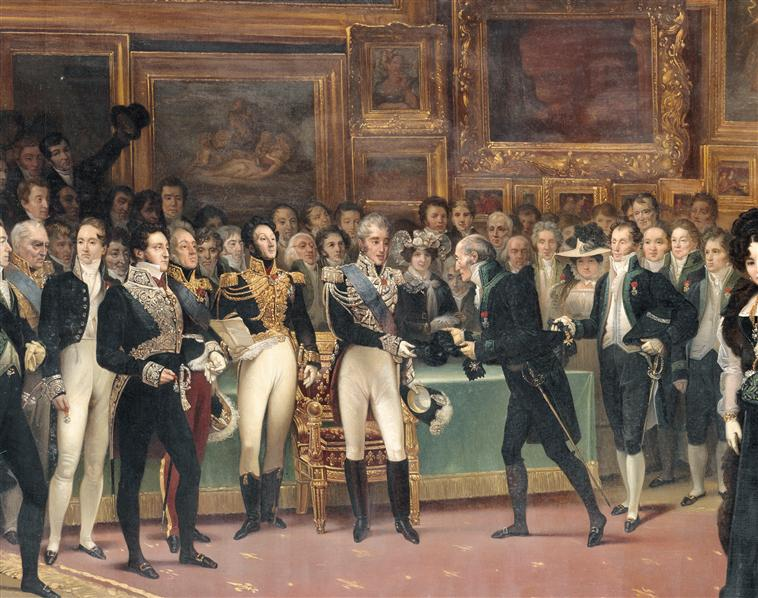
Faima l-a ajuns pe Heim odată cu tabloul Carol al X-lea premiind artiști și a fost privit drept „artistul numit de Bourboni”.

Heim a fost acum însărcinat să decoreze Galeria Carol al X-lea de la Luvru. Deși ridiculizat de romantici, Heim a fost ales în Institut în 1829, la scurt timp după care a început o serie de desene ale celebrităților din vremea sa. Comenzile nu s-au epuizat în timpul Monarhiei iulie, deși a fost criticat pentru academismul său.
Decorațiile sale ale sălii de conferințe a Camerei Deputaților au fost finalizate în 1844; iar în 1847 lucrările sale de la Salonul „Champ de Mai” și „Citind o piesă la Théâtre Français” au fost semnalul unor critici violente. Cu toate acestea, la expoziția din 1851 a avut loc un fel de răsturnare de opinie în favoarea sa; abilitățile sale de desenator și meritele ocazionale ale compoziției sale au fost recunoscute, iar toleranța s-a extins chiar și la culoarea sa. În timpul celui de-al Doilea Imperiu popularitatea lui Heim a reînviat. A fost numit președinte al Académie des Beaux-Arts în 1853 și a avut un mare succes la Expoziția Universală din 1855 cu Victoriile lui Iuda Macabaeus și Bătălia de la Rocroi.
Heim a primit marea medalie de aur, iar în 1855, după ce a trimis la Salon nu mai puțin de șaisprezece portrete, printre care se numără cele ale lui Cuvier, Geoffroy de St Hilaire⁠(d) și Madame Hersent,⁠(d) a fost numit ofițer al Legiunii de onoare. În 1859 a expus din nou o curioasă colecție de portrete, șaizeci și patru de membri ai Institutului aranjați în grupuri de câte patru. Poetul Baudelaire i-a admirat schițele pentru „înțelegerea minunată a modului în care oamenii își exprimă emoțiile”.

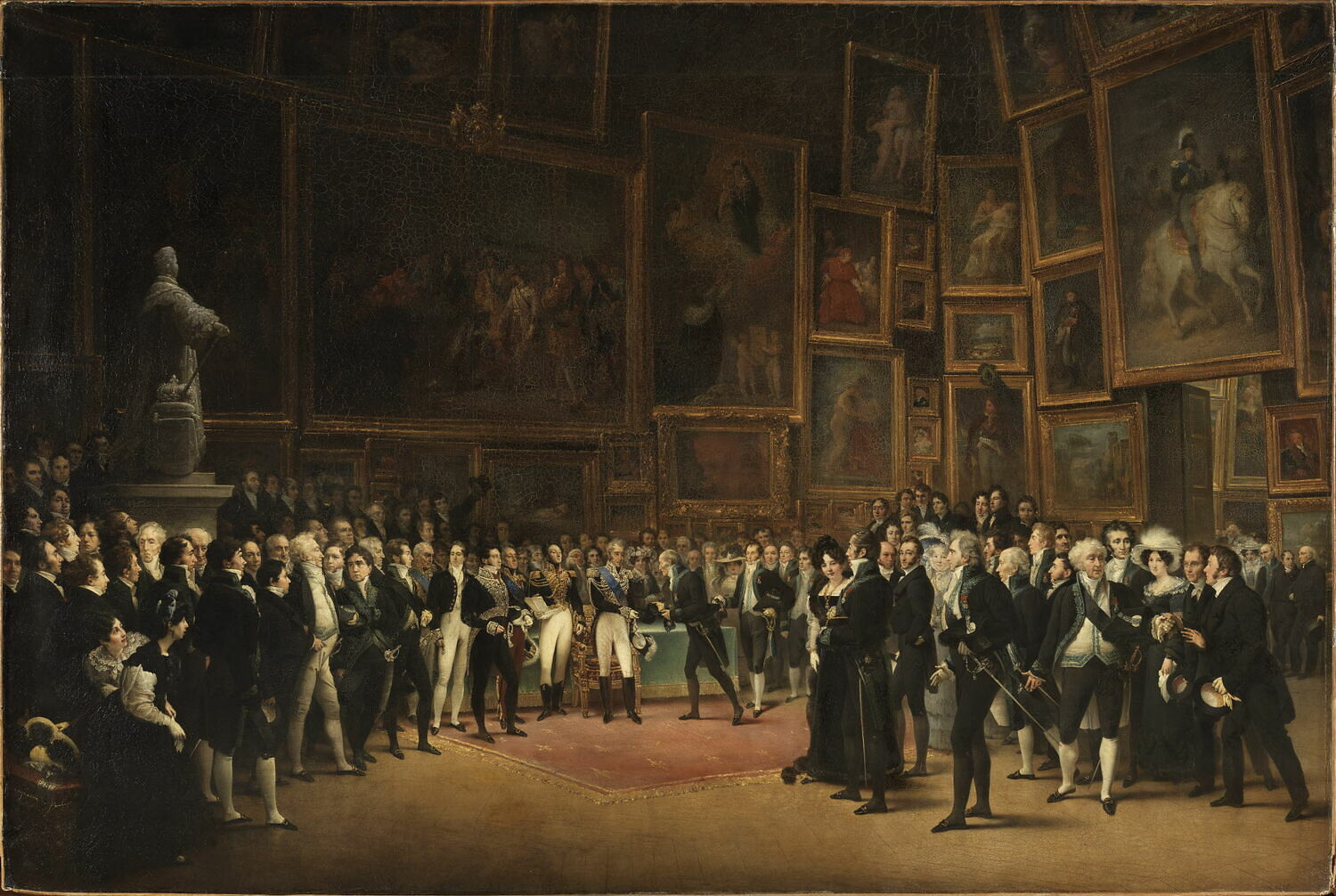
Pictura lui Heim, Carol al X-lea distribuie premii artiștilor care expun la Salonul din 1824 de la Luvru, 15 ianuarie 1825 (1827)

În afară de picturile deja menționate, în Nôtre Dame de Lorette (Paris) poate fi văzută o lucrare executată la fața locului, iar muzeul din Strassburg conține un exemplu excelent de tablouri de șevalet, al căror subiect este un cioban care bea dintr-un izvor. A decorat, de asemenea Palatul Bourbon și Hotelul de Lassay. Jean-Pierre Cuzin, al picturilor de la Luvru, l-a numit pe Heim „poate ultimul reprezentant în Franța a ceea ce s-ar putea numi pictură tradițională și, ca atare, onelalocul lui la mijlocul secolului al XIX-lea”. Baudelaire l-a numit „un artist eminent, distins, un căutător care nu ratează să fie un geniu fin decât cu un milimetru sau un miligram de ceva”.
Scriitorul Jean-Paul Kauffmann⁠(d), care a fost el însuși prizonier (1983–1988), după ce a fost răpit în timp ce lucra ca jurnalist în Liban, a lăudat opera lui Heim și în special o lucrare din 1840 în galeria din Semur-en-Auxois numită Prizonierul, despre care a spus: „Desenul este superb, poza transmite angoasa suferinței tăcute — iar simțul foarte caravaggesc al luminii și al decorului nu poate să nu stârnească curiozitatea privitorului.”

## Galerie

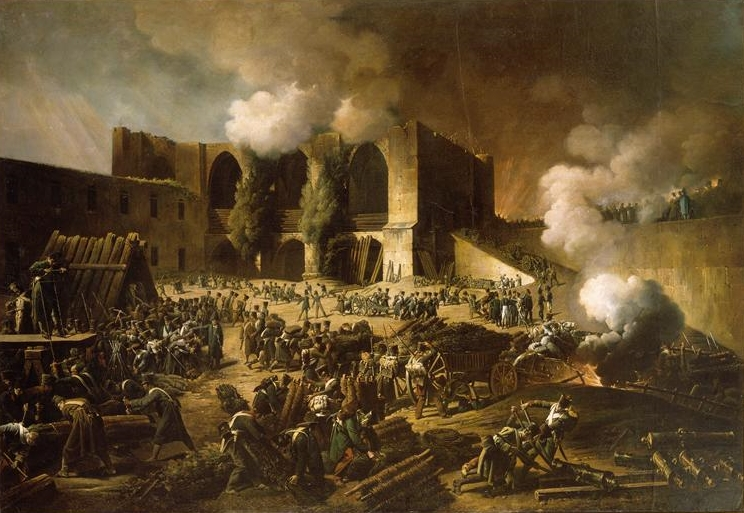
Asediul Burgosului, 1813
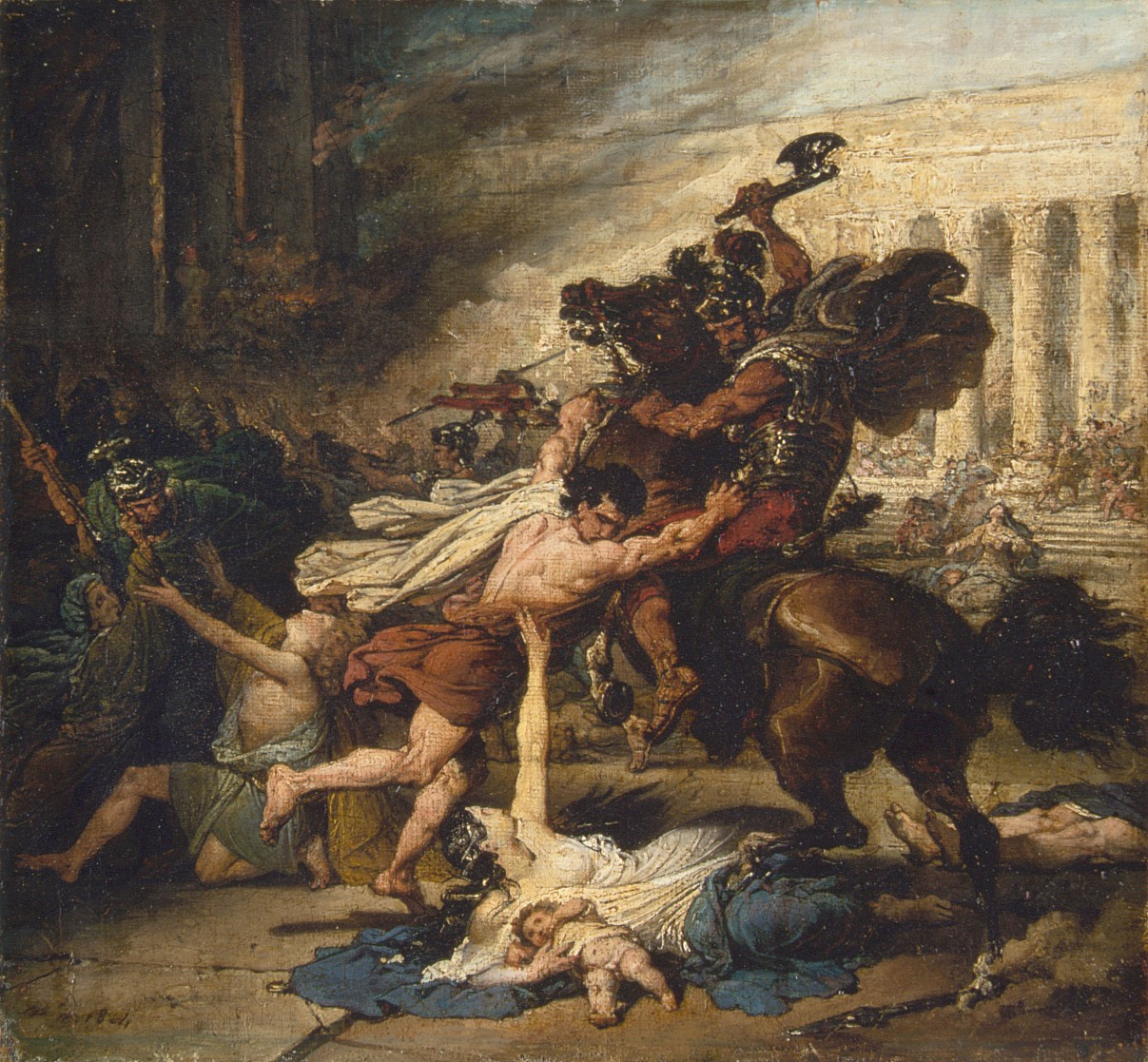
Pustiirea Ierusalimului de către romani, 1824
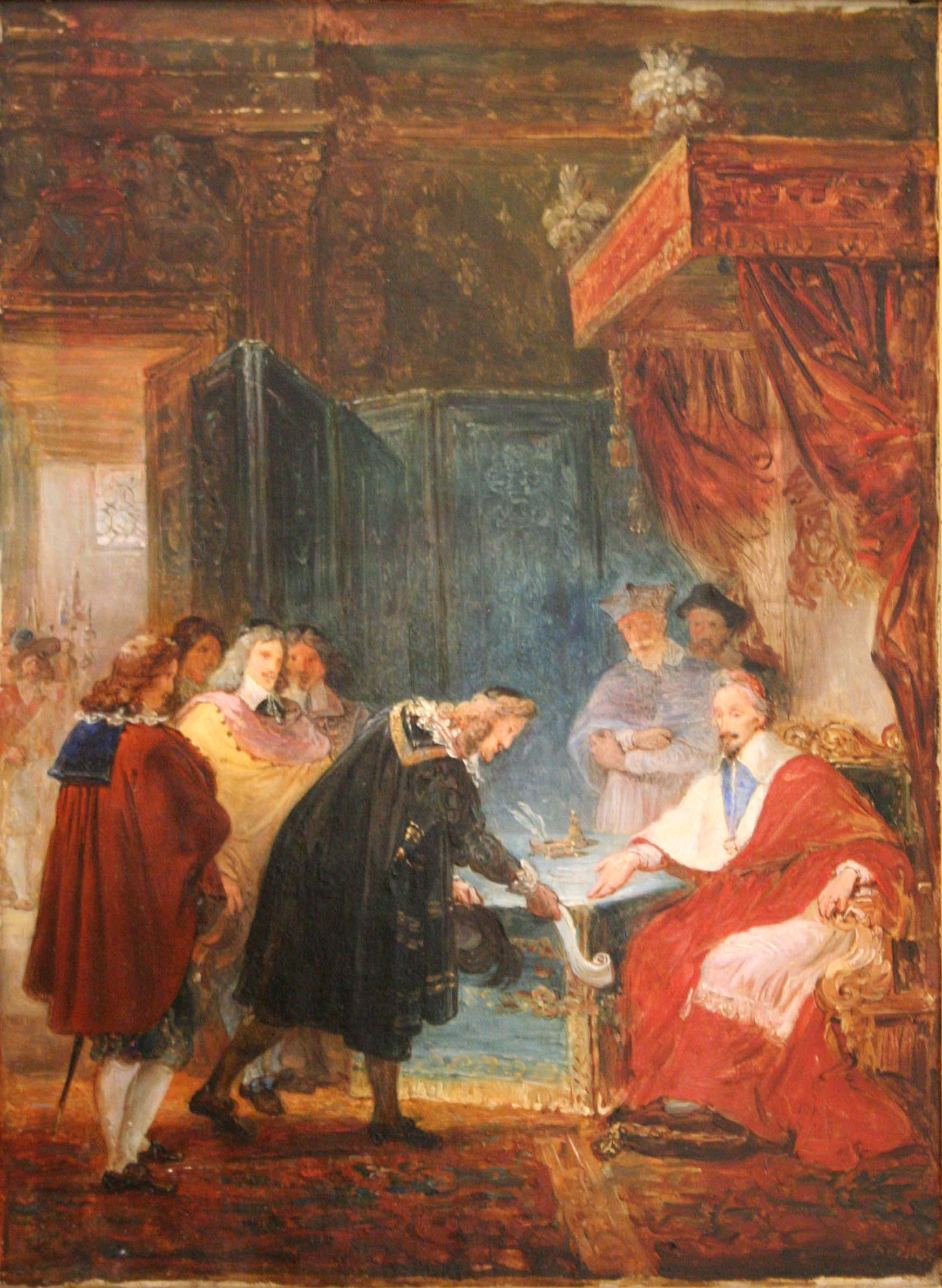
Cardinalul Richelieu, 1833
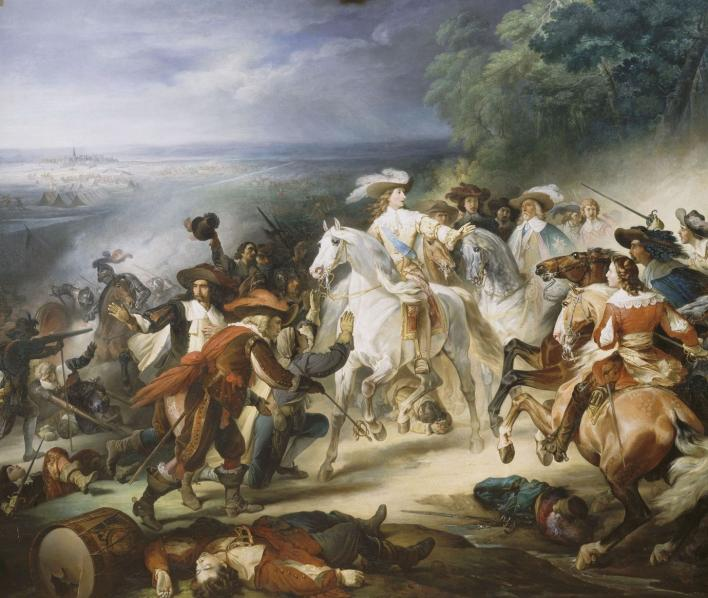
Bătălia de la Rocroi, 1834
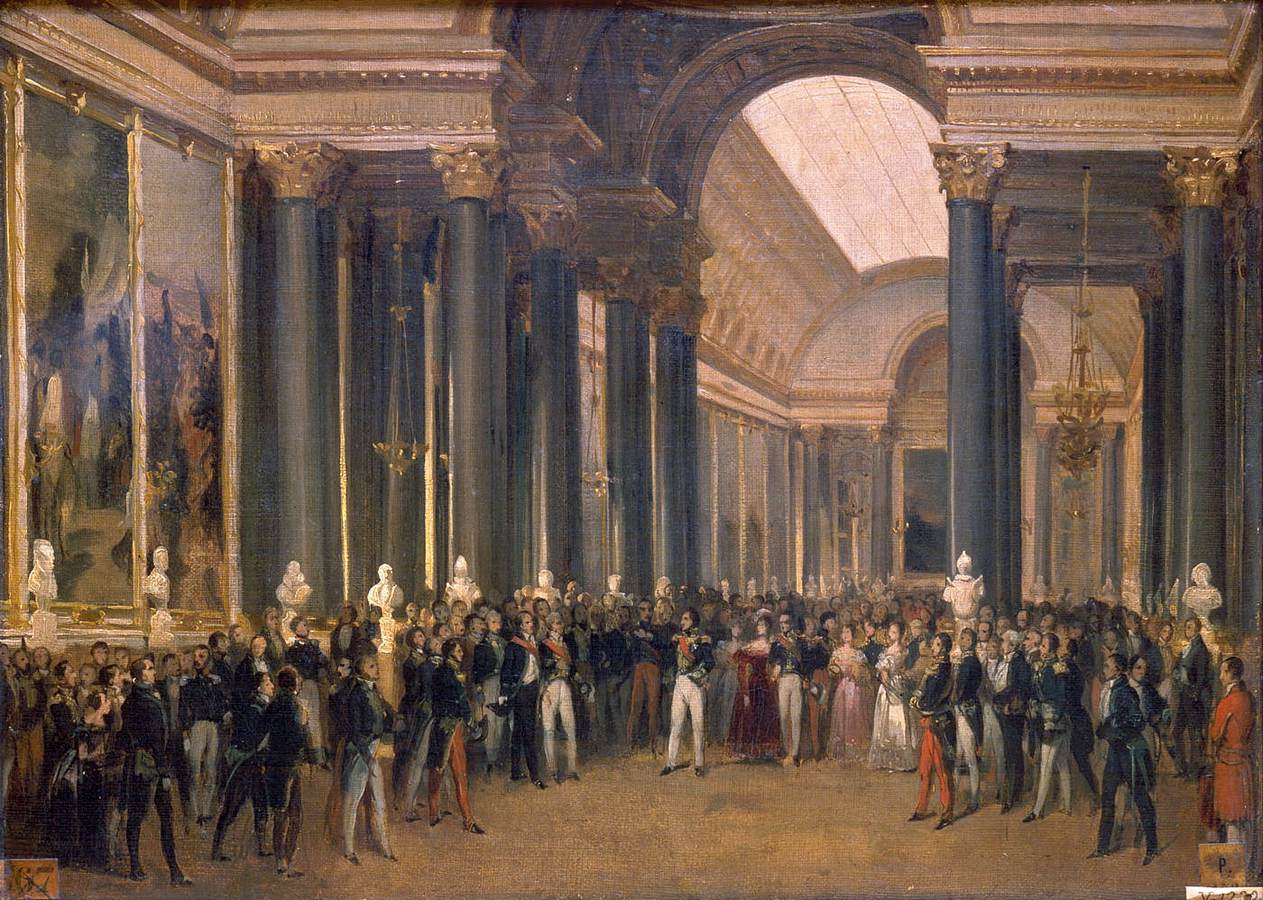
Louis-Philippe deschide Galerie des Batailles, 1837
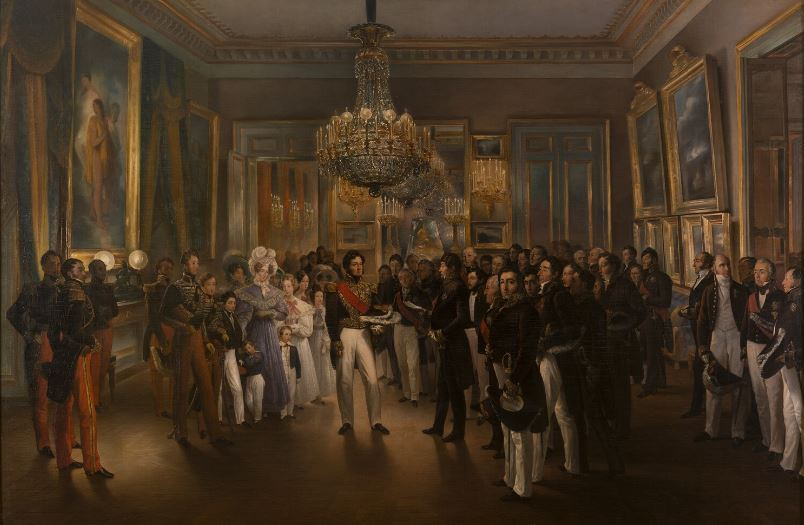
Le duc d'Orléans reçoit au Palais-Royal la Chambre des pairs, 1837
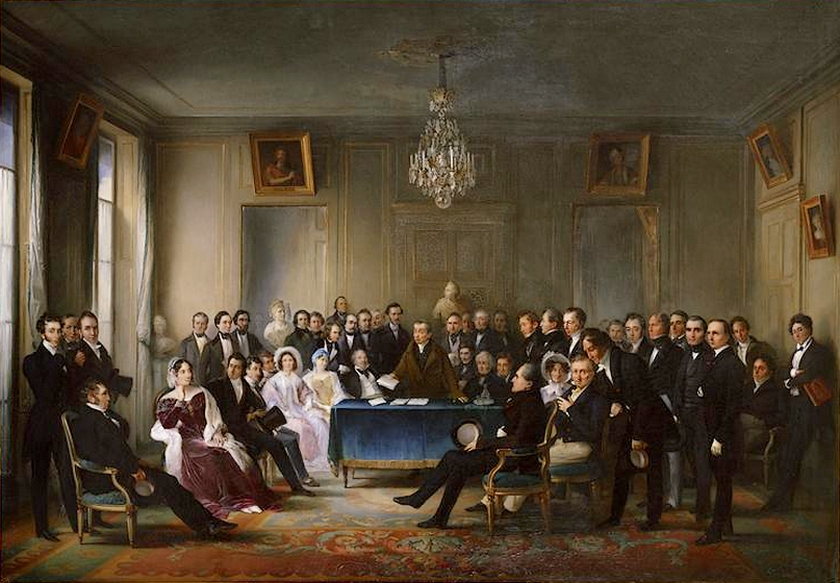
La Comédie Française 1828, 1847